# 福地茂雄

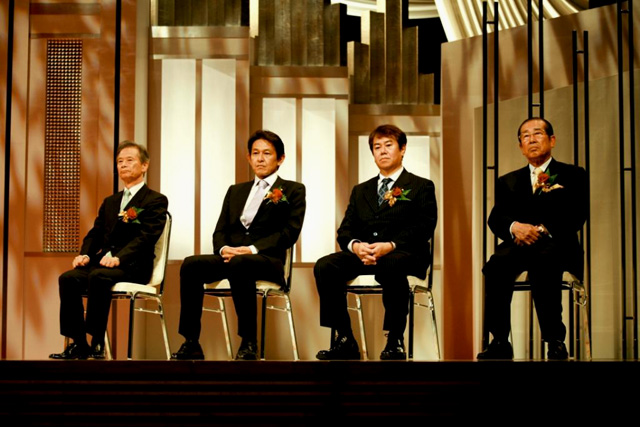
2009年10月27日、（左から）江田五月参議院議長、松野頼久官房副長官、原口一博総務大臣と福地

福地 茂雄（ふくち しげお、1934年6月11日 - 2024年1月29日）は、日本の経営者。位階は正四位、旭日重光章受章。
アサヒビール（旧朝日麦酒）社長・会長・相談役、第19代日本放送協会（NHK）会長を歴任したほか、日本相撲協会横綱審議委員会委員も務めた。2011年、財団法人新国立劇場運営財団理事長に就任。2014年2月、一般財団法人防災検定協会顧問に就任。

## 来歴・人物
福岡県戸畑市（現北九州市戸畑区）出身。福岡県立小倉高等学校商業科（その後同科は福岡県立小倉商業高等学校となる）を経て長崎大学経済学部卒業後、1957年4月、朝日麦酒に入社。以後、長く営業畑を歩んだ。
京都支店長、本社営業部長を経て、住友銀行（現三井住友銀行）出身の樋口廣太郎に抜擢され1988年3月に取締役就任、大阪支店長を兼務した。1993年3月には専務取締役営業本部副本部長昇格。そして1999年1月、生え抜きの代表取締役社長であった瀬戸雄三の後を引き継ぎ社長となった。2002年1月には代表取締役会長、2006年3月、相談役となり経営の一線を退いた。
その後は文化活動に力を入れ、社団法人メセナ協議会理事長に就任、2007年11月には、東京芸術劇場館長に就任している。
2007年12月25日に開かれたNHK経営委員会において、2008年1月25日付で第19代会長に就任することが決まったが、菅原明子と保ゆかりの両委員が反対した。池田芳蔵以来20年ぶり2人目となるNHK外部から招聘された会長で、会長を外部から起用するという点では一致していた経営委員会ではあったが、菅原・保両委員は、福地が時の経営委員長であった古森重隆（富士フイルムホールディングス代表取締役兼CEO）と親しいことを問題視し、「会長と委員長が仲良く、昔からの知り合いとなると、程よい緊張感が保てるのか疑念も持つ人もいる」と述べ、報道業界の人間でないとし、独自に記者会見まで開き、次期会長就任に反対するとともに、元時事通信社解説委員長で元日本銀行副総裁の藤原作弥を推薦した。
就任が決まった後の会見で、こうした点も踏まえて「古森氏に対して言うべきときははっきりと言う」姿勢をあらためて明確にした。
2009年の放送記念日（3月22日）、日本相撲協会から先々代会長・海老沢勝二が退任した後の横綱審議委員会委員に委嘱された。任期中に発生した大相撲野球賭博問題に絡んで2010年7月6日に名古屋場所を中継しない方針をNHKとして決定し、場所終了後に任期途中での委員辞任を申し入れた。
よく見るNHKの番組は「NHKスペシャル」「ためしてガッテン」「その時歴史が動いた」。毎日欠かさず見るのは「NHKニュース おはよう日本」「NHKニュース7」。

### NHK会長職について
福地は、自らが高齢であり体力的に持つかという問題もあるとして、「最後は経営委員会が決めること」としながらも、2011年1月の任期切れ後の再任は望まない意向を示していた。このため、同年1月15日の経営委員会で任期満了退任することが正式に決まり、1月24日に1期3年の任期満了を迎えて退任した。退任当日の午後8時43分 - 8時45分の2分間、NHK総合テレビジョンに登場、視聴者へ向けた会長退任挨拶を行った。
しかしこれより前、2010年1月28日、任期切れを待たずにNHK会長職を辞めたいという意向を経営委員会に伝えていたことが、各新聞で一斉に報じられたが、後に撤回。経営計画最終年度となる2011年度予算策定作業への影響を考慮したのではないかとの見方が有力視されている。
このほか、次のような発言を残した。
- 2009年12月31日、紅白歌合戦についての記者団への談話中、「目と耳がある以上、テレビや映像、音楽離れはない。いい曲はありますから」と語った[6]。
- 2010年6月3日、NHK番組を見ていない人でも受信料を支払わなくてはいけないことへの“不公平感”については、「NHKを見ていようが見ていまいが、そういったことは関係ない。NHKの放送を受信できる設備を持っている人については当然、法律上の契約義務がある」と説明した[7]。

NHK会長退任後、旧職（アサヒビール相談役、東京芸術劇場館長）に戻ったほか、朝日新聞のインタビューに答え（2011年2月8日付朝刊）、在任中の諸々について語った。
2011年、財団法人新国立劇場運営財団理事長に就任。2014年5月旭日重光章受章。
2024年1月29日、脳出血のため死去。89歳没。死没日付をもって正四位に叙された。

## 主な役職
- アサヒビール専務取締役、代表取締役社長、代表取締役会長、相談役
- 東京福岡県人会会長（- 2008年1月24日）
- 第19代日本放送協会会長（2008年1月25日 - 2011年1月24日）
- 日本相撲協会横綱審議委員会委員（2009年3月22日 -2010年8月2日）
- 一般財団法人防災検定協会顧問(2014年2月～　）
- 中央防災会議委員
- 財団法人新国立劇場運営財団理事長（2011年4月1日 -）
- 一般財団法人市川森一脚本賞財団理事長（2012年12月 - ）